# Killian Durechou
Killian Duréchou (né le 15 août 1992 à Tours) est un athlète français, spécialiste du lancer du javelot.

## Biographie
À Bressanone en 2009, il remporte la médaille d'argent derrière le Taïwanais Huang Shih-Feng.
En 2012, Killian Durechou remporte le concours du lancer du javelot aux Championnats de France, avec un jet à 75,06 m. Lors du meeting de Poitiers, le 21 septembre 2013, Killian Duréchou améliore son record personnel en lançant à 79,98 m.
Killian Duréchou a financé une partie de sa préparation pour les Jeux Olympiques de Rio 2016 grâce à une campagne de financement participatif lancée, en partenariat avec Powerade, sur la plateforme de crowdfunding sportif Sponsorise.Me. Il s'impose le 24 juin 2016 aux Championnats de France d'Angers avec un lancer à 75,35 m.

### Palmarès
| Date | Compétition                    | Lieu       | Résultat | Marque  |
| ---- | ------------------------------ | ---------- | -------- | ------- |
| 2009 | Championnats du monde jeunesse | Bressanone | 2e       | 73,54 m |
| 2013 | Jeux de la Francophonie        | Nice       | 2e       | 73,22 m |

| Date | Compétition            | Lieu   | Résultat | Marque  |
| ---- | ---------------------- | ------ | -------- | ------- |
| 2012 | Championnats de France | Angers | 1er      | 75,06 m |
| 2014 | Championnats de France | Reims  | 2e       | 73,29 m |
| 2016 | Championnats de France | Angers | 1er      | 75,35 m |

### Records
| Épreuve           | Performance | Lieu     | Date              |
| ----------------- | ----------- | -------- | ----------------- |
| Lancer du javelot | 79,98 m     | Poitiers | 21 septembre 2013 |